# André Lebois
André Lebois né le 27 mai 1915 à Pipriac en Haute-Bretagne et mort le 4 mars 1978 en région parisienne, est un universitaire, poète, romancier, traducteur, biographe et historien de la littérature français.

## Biographie
André Lebois est un fils d'instituteurs. Son père, directeur d'école, est le romancier Paul Lebois, un des piliers de L'Amitié par le livre.
Dès l'enfance, André Lebois souhaite devenir écrivain, et commence à écrire des poèmes et des contes à l'adolescence. Son frère lui tient lieu de premier lecteur.
En 1935, il obtient une licence de lettres, et devient professeur d'anglais au lycée de Nantes.
Fait prisonnier pendant la guerre, il rentre de captivité en mai 1945, et obtient la même année l'agrégation de lettres. 
En 1951, il devient docteur ès lettres avec une thèse sur Elémir Bourges, et part enseigner à la Faculté de lettres d'Alger. Il enseigne enfin à l'Université de Toulouse de 1956 à 1978, et se fait connaître comme spécialiste de la littérature française du XIXe siècle.
Il meurt en 1978 alors qu’il donne une conférence à Paris. Il est inhumé au Cimetière La Bouteillerie à Nantes[réf. nécessaire].

## Distinctions
André Lebois a été distingué par plusieurs prix : le prix Henri-Mondor en 1976, pour l'ensemble de son œuvre ; le prix Broquette-Gonin (philosophie) pour Admirable XIXe siècle en 1958 ; le prix Eugène-Carrière pour Villiers de l’Isle-Adam - Les tendances du symbolisme à travers l'œuvre d'Elémir Bourges en 1953 ; le prix Henri-Dumarest, en 1943.

## Œuvres

### Théâtre
- Choisir un bel arbre et Cap des tempêtes, L'Amitié par le livre, 1941.

### Poésie
- Mythique, Éditions Henri Rebuffé, 1944.
- Partage des Eaux, Éditions Henri Rebuffé, 1946.
- Poèmes (1939-1964), Aubanel, 1964.
- Dames de mes pensées, L'Amitié par le livre, 1965.
- Gerbes sur le Parvis, L'Amitié par le livre, 1968.
- Quercelonde immergée, L'Amitié par le livre, 1974.
- Vers la nuit d'Idunée, L'Amitié par le livre, 1976

### Récits
- Damnées de la terre, nouvelles, J. Saintier, 1946.
- Christel et l'Albatros, Denoël & Amitié par le livre, 1956.
- Anna de Tréogarn, Denoël & L'Amitié par le Livre, 1959.

### Essais
- 1952 Les tendances du Symbolisme à travers l’œuvre d'Elémir Bourges. Thèse, Paris 1951), Amitié par le livre & Cercle du livre, 1952, 414pp
- 1953 Villiers de l’Isle-Adam révélateur du verbe. Neuchâtel, Messeiller, 269pp
- 1958 Admirable XIXe siècle
- 1966 XVIIe siècles. Recherches et portraits. P., Denoël. 1966. 427pp